# Chiesa scomparsa di Santa Galla

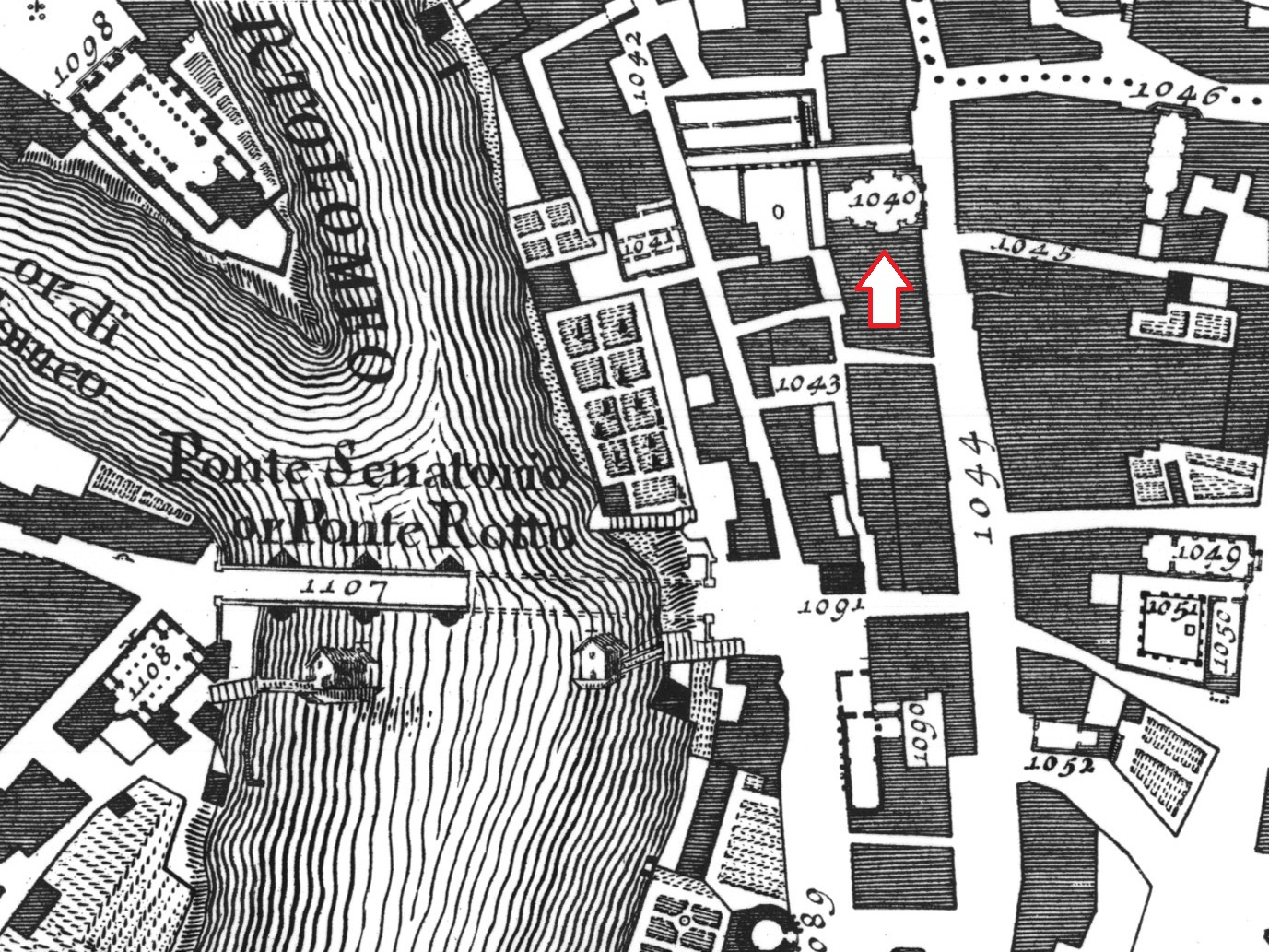
Pianta di Giovanni Battista Nolli (Nuova Topografia di Roma, 1748), con l'indicazione topografica della Chiesa di Santa Galla (n. 1040).

La chiesa di Santa Galla era una chiesa di Roma, nel rione Ripa, sulla strada che collegava piazza Montanara con piazza della Bocca della Verità. La chiesa e la piazza antistante furono distrutte tra il 1928 e il 1930 per la costruzione della via del Mare (oggi via del Teatro di Marcello). Gli arredi e l'altare vennero trasferiti nella nuova chiesa di Santa Galla alla Garbatella, costruita nel 1940.

## Storia
Secondo la tradizione, la chiesa fu costruita sulla casa della patrizia Galla, figlia di Simmaco, come luogo di esposizione di una immagine miracolosa della Madonna. Così il Nibby racconta:
(Nibby, op. cit., p. 222)
La chiesa prese il nome di “Santa Maria in portico” dai vicini portici e forse dai ruderi di quelli dell'abitazione stessa della fondatrice, chiamati nel Medioevo Porticus Gallatorum. Papa Gregorio Magno, molto devoto a Santa Galla e all'immagine che in quella chiesa si venerava, eresse la chiesa stessa a diaconia cardinalizia. Nel Medioevo Gregorio VII la riedificò di nuovo e la consacrò l'8 luglio 1073.
Quando, nel 1656, una terribile peste infierì su Roma, molti fra gli abitanti si raccomandarono alla protezione della Madonna di Santa Maria in Portico, per la quale in seguito fu decisa una migliore collocazione. Alessandro VII decretò di trasferire l'immagine della Madonna e il titolo cardinalizio dalla chiesa di Santa Maria in Portico a quella vicina di Santa Maria in Campitelli; nel medesimo tempo la vecchia chiesa di Santa Maria in Portico ricevette il nuovo nome di Santa Galla, e accanto vi fu costruito un ospizio per i poveri. La traslazione dell'immagine ebbe luogo il 14 gennaio 1662.

In seguito la chiesa di Santa Galla fu riedificata a spese di Livio Odescalchi, su progetto di Mattia de Rossi; i poveri furono poi trasferiti all'opera pia di famiglia, l'ospizio di san Michele a Ripa.
Al suo interno si conservavano due Angeli in adorazione del Santissimo Sacramento in stucco, opera di Gian Lorenzo Bernini e modelli di quelli di metallo collocati in San Pietro in Vaticano, nella cappella del Santissimo Sacramento; inoltre, un'antica ara romana riconvertita in altare e un dipinto raffigurante Santa Galla che riceve il quadro della Madonna del Portico, oggi entrambi nella moderna chiesa di Santa Galla alla Garbatella.